# Гладких, Владимир Андреевич
Владимир Андреевич Гладких (род. 8 ноября 1992, Увельский район, Челябинская область) — российский самбист, призёр чемпионатов России, чемпион и призёр чемпионатов Европы, чемпион мира, Заслуженный мастер спорта России (13 октября 2021). Чемпион мира среди юношей 2010 года. Выступает в весовой категории (до 57 кг). Тренировался под руководством Исмагила Абдурахманова, В. С. Симонова, В. И. Кадолина, Валерия Стенникова, Александра Мельникова.

## Спортивные результаты
- Чемпионат России по самбо 2015 — ;
- Чемпионат России по самбо 2017 — ;
- Чемпионат России по самбо 2018 — ;
- Чемпионат России по самбо 2019 — ;
- Чемпионат России по самбо 2020 — ;
- Чемпионат России по самбо 2021 — ;
- Чемпионат России по самбо 2022 — ;
- Чемпионат России по самбо 2023 — ;
- Кубок России по самбо 2024 — ;
- Чемпионат России по самбо 2025 — ;